# 난지축산연구소
난지축산연구소(暖地畜産硏究所)은 국립축산과학원의 소속기관이다. 2015년 1월 6일 발족하였으며, 제주특별자치도 제주시 산록북로 593-50에 위치하고 있다. 소장은 농업연구관·수의연구관 또는 보건연구관으로 보한다.

## 연혁
- 2004년 1월 9일: 농촌진흥청 소속으로 난지농업연구소 설치.[2]
- 2008년 10월 8일: 난지농업연구소를 폐지하고 국립축산과학원 소속으로 제주출장소 설치.[3]
- 2009년 9월 6일: 난지축산시험장으로 개편.[4]
- 2015년 1월 6일: 난지축산연구소로 개편.[5]